# Partit de la Unió Popular Kurda de Síria
Unió Popular Kurda de Síria (Partiya Hevgirtina Gele kurd li Suriye / Hizb al-Ittihad al-Sha'bi al-Kurdi fi Suri; PHGK-S) és una organització política kurda de Síria. Deriva del Partit Democràtic del Kurdistan-Síria, fundat el 5 d'agost de 1957 que el 1958 va agafar el nom de Partit Democràtic Kurd de Síria. El 5 d'agost de 1968 es va constituir com a Partit de l'Esquerra Democràtica Kurda, nom modificat a l'actual el 5 d'agost de 1980. El partit és il·legal i actua a la clandestinitat i els seus dirigents han estat detinguts nombroses vegades (Uthman Sabri fins a 12 vegades i després deportat)

## Conferències (congressos)
- I Conferència, va fundar el partit i va escollir primer president a Nuraddin Zaza (ja difunt) i secretari a Uthman Sabri (també ja difunt)
- Conferència extraordinària d'agost, agost de 1965, va establir el programa polític
- II Conferència el 20 de juliol de 1966, que va ratificar el programa i va nomenar Uthman Sabri com a secretari
- Conferència general de 15 d'octubre de 1969, que va elegir secretari general a Salah Badruddinn
- III Conferència el 20 de desembre de 1973, amb nou programa polític i establiment del Front Patriòtic Kurd a Siria; reelecció de Salah Badruddinn (que encara és el dirigent)
- IV Conferència el 10 de gener de 1975, buscant la unitat de tots els kurds
- V Conferència el 5 d'agost de 1980, amb un programa per establir relacions nacionals i internacionals
- VI Conferència de 20 de setembre de 1987, nou programa polític
- VII Conferència el 15 de setembre de 1992, nou plan de lluita contra les discriminacions dels kurds
- VIII Conferència el 1997, nou programa polític. La direcció fou establerta en el secretari del Comitè Central.
- IX Conferència el febrer de 2001 amb modificacions del programa i la confirmació del projecte d'unitat del moviment nacional kurd a Síria. Salah Badruddinn fou elegit president.